# Antes de morirme
Antes de morirme è un singolo del rapper spagnolo C. Tangana e della cantante spagnola Rosalía, pubblicato il 30 giugno 2016 dalla Sony Music.

## Descrizione
Antes de morirme è stata scritta dai due artisti e prodotta da Cristian Quirante, meglio noto come Alizzz. Il brano è stato pubblicato il 30 giugno 2016 tramite l'etichetta discografica Sony Music.
Non ha avuto un grande successo fino a quando è diventata popolare nell'estate del 2018 dopo che Rosalía ha iniziato a ricevere notorietà a livello internazionale e dopo che è stata utilizzata come colonna sonora nella prima stagione della serie televisiva spagnola di Netflix Élite (2018). La canzone ha raggiunto la posizione numero 26 nella classifica musicale spagnola, stilata da PROMUSICAE.

## Classifiche
| Classifica (2018) | Posizione massima |
| ----------------- | ----------------- |
| Spagna            | 26                |